# Antioch (Califórnia)
Antioch é uma cidade localizada no estado americano da Califórnia, no Condado de Contra Costa. Foi incorporada em 6 de fevereiro de 1872.

## Geografia
De acordo com o United States Census Bureau, a cidade tem uma área de 75,3 km², onde 73,4 km² estão cobertos por terra e 1,9 km² por água.

### Localidades na vizinhança
O diagrama seguinte representa as localidades num raio de 16 km ao redor de Antioch. 

## Demografia

### Censo 2010
Segundo o censo nacional de 2010, a sua população é de 102 372 habitantes e sua densidade populacional é de 1 394,22 hab/km². Possui 34 849 residências, que resulta em uma densidade de 474,61 residências/km².

### Censo 2000
De acordo com o censo nacional de 2000, a densidade populacional era de 1297,0/km² (3359,5/mi²) entre os 90.532 habitantes, distribuídos da seguinte forma:
- 65,33% caucasianos
- 9,75% afro-americanos
- 0,93% nativo americanos
- 7,40% asiáticos
- 0,40% nativos de ilhas do Pacífico
- 9,23% outros
- 6,97% mestiços
- 22,12% latinos

Existiam 23.177 famílias na cidade, e a quantidade média de pessoas por residência era de 3,07 pessoas.

## Lista de marcos
A relação a seguir lista as entradas do Registro Nacional de Lugares Históricos em Antioch.
- Black Diamond Mines
- Roswell Butler Hard House
- Riverview Union High School Building
- Shannon-Williamson Ranch